# Dominique Arnould
Dominique Arnould (ur. 19 listopada 1966 w Luxeuil-les-Bains) – francuski kolarz przełajowy i szosowy, złoty medalista przełajowych mistrzostw świata.

## Kariera
Największy sukces w karierze Dominique Arnould osiągnął w 1993 roku, kiedy zdobył złoty medal w kategorii elite podczas przełajowych mistrzostw świata w Azzano Decimo. W zawodach tych wyprzedził bezpośrednio Niemca Mike’a Kluge i Holendra Wima de Vosa. W tej samej kategorii był też między innymi szósty na mistrzostwach świata w Zolder w 2002 roku oraz siódmy na rozgrywanych siedem lat wcześniej mistrzostwach świata w Eschenbach. Ponadto w sezonie 1994/1995 zajął drugie miejsce w klasyfikacji generalnej Pucharu Świata w kolarstwie przełajowym. Uległ wtedy tylko Włochowi Daniele Pontoniemu, a trzecie miejsce zajął Czech Radomír Šimůnek. Startował także w kolarstwie szosowym, jednak bez większych sukcesów.